# Tour du Poitou-Charentes 2011
Le Tour du Poitou-Charentes 2011 est le 25e de ce nom et a lieu du 23 au 26 août. Elle est classée 2.1 à l'UCI Europe Tour.

## Parcours
Le TPC (Tour du Poitou-Charentes) 2011 est composé de 5 étapes réparti sur 4 jours.
Le grand départ est donné de Surgères. L'arrivée de la 1re étape est donné à Cognac après 184 km. La 2e étape est longue de 175 km entre Cognac et Bressuire. Lors de la 3e journée, deux étapes sont disputées ; la 1re entre Bressuire et Châtellerault soit 105 km parcourus, l'après-midi a lieu un contre-la-montre de 20 km 500 autour de Châtellerault. La 5e et dernière étape part de Saint-Jacques-de-Thouars et arrive à Poitiers pour faire deux tours de 13 km 600 et la Côte de la Barre (500 mètres à 11 % de moyenne) à monter trois fois. Le total de km de la dernière étape est de 171 km 400.
Les coureurs doivent parcourir 656 km.

## Participants
Les équipes UCI World Tour participantes sont AG2R La Mondiale, Team Leopard-Trek, Team Sky, Euskaltel-Euskadi, Team Katusha, Movistar, Team RadioShack.
Les équipes continentales professionnelles sont Saur-Sojasun, La Française des jeux, Europcar, Cofidis, Columbia es Pasión-Café de Columbia et Landbouwkrediet.
Les équipes continentales présentes sont Big Mat-Auber 93, Rabobank Continental, Roubaix Lille Métropole et Wallonie Bruxelles-Crédit agricole.
Les coureurs présents les plus connus sont Jimmy Engoulvent, Jimmy Casper, Jérôme Coppel, John Gadret, Jean-Christophe Péraud, Brice Feillu, Michael Rogers, Anthony Roux, Yauheni Hutarovich, Benoît Vaugrenard, Thomas Voeckler, Romain Sicard, Filippo Pozzato, José Joaquín Rojas, José Iván Gutiérrez, Yaroslav Popovych, Morgan Kneisky.

## Récit de la course
La première étape est remportée au sprint par Davide Apollonio (Sky) devant Sébastien Chavanel (Europcar) et Arnaud Démare (FDJ). Apollonio prend la tête avec 4 secondes d'avance sur Chavanel, 5 sur Damien Gaudin (Europcar), 6 sur Demare, 9 sur Arkimedes Arguelyes (Katusha) et 10, 11, 12, 13 sur le reste du peloton (bonifications).
La deuxième étape est remportée par Yauheni Hutarovich (FDJ) qui devance Rojas (Movistar) sur la ligne, Stéphane Poulhiès (Saur-Sojasun). Apollonio conserve la tête pour 3 secondes sur Hutarovich, 4 sur Rojas et Chavanel. Le peloton pointe à 13 secondes.
La 3e étape voit Anthony Ravard (AG2R) l'emporter au sprint devant Hutarovich et Giacomo Nizzolo (Leopard). Chavanel prend la quatrième place. Grâce à sa deuxième place, Hutarovich prend la tête du classement général avec une seconde d'avance sur Apollonio et 5 sur Rojas, Ravard et Chavanel. Le peloton pointe à 17 secondes.
Le contre-la-montre est remporté par le jeune Jesse Sergent (RadioShack) qui l'emporte avec 18 secondes d'avance sur son coéquipier Kwiatkowski. Péraud (AG2R) finit à 36 secondes et Dowsett (SKY) à 37 secondes. Les écarts au classement général sont les mêmes. Thomas Voeckler, qui reprend la compétition après le Tour de France, pointe à 59 secondes.
Lors de la cinquième et dernière étape, trois coureurs Sky sortent du peloton à moins de 20 km de l'arrivée alors que les échappés sont encore devant. Christophe Riblon, alors 15e à 59 secondes, est dans l'échappée, et est rejoint par les Sky qui ont attaqué. Dowsett (4e à 37 secondes) fait partie de ces coureurs. Lors du dernier passage dans la côte, Dowsett sort de l'échappée, Riblon tente de s'accrocher mais perd une dizaine de mètres. Riblon est repris par le peloton avec les anciens échappés. Sergent réussit à s'accrocher dans la côte grâce à son équipier Popovych. Après la descente, la bataille est lancée entre Dowsett et les RadioSchack. Dowsett avait déjà repris 3 secondes avec des bonifications en début d'étape, il pointe à 34 secondes. L'écart reste longtemps autour de 20 secondes. Dowsett craque cependant dans le dernier kilomètre. Apollonio, équipier de Dowsett, remporte le sprint du peloton, 6 secondes après le passage de Dowsett. Celui-ci prend la deuxième place du classement général dans le même temps que Kwiatkowski (3e).

## Classement final
| #  | Coureur                | Pays             | Équipe           |    | Temps            |
| -- | ---------------------- | ---------------- | ---------------- | -- | ---------------- |
| 1  | Jesse Sergent          | Nouvelle-Zélande | RadioShack       | en | 15 h 14 min 40 s |
| 2  | Alex Dowsett           | Royaume-Uni      | Team Sky         | +  | 18 s             |
| 3  | Michał Kwiatkowski     | Pologne          | RadioShack       |    | 18 s             |
| 4  | Jean-Christophe Péraud | France           | AG2R La Mondiale |    | 36 s             |
| 5  | Martin Elmiger         | Suisse           | AG2R La Mondiale |    | 39 s             |
| 6  | Damien Gaudin          | France           | Europcar         |    | 41 s             |
| 7  | José Joaquín Rojas     | Espagne          | Movistar         |    | 46 s             |
| 8  | Paul Poux              | France           | Saur-Sojasun     |    | 48 s             |
| 9  | Jérôme Coppel          | France           | Saur-Sojasun     |    | 51 s             |
| 10 | Christophe Riblon      | France           | AG2R La Mondiale |    | 53 s             |